# Smíchovské nádraží
Smíchovské nádraží – stacja linii B metra praskiego (odcinek I.B). Leży w południowej części Smichowa, pod dworcem kolejowym o tej samej nazwie.
Stacja została oddana do użytku 2 listopada 1985 roku. W latach 1985–1988, do czasu otwarcia odcinka III.B, była stacją końcową linii.
Budowa stacji metodą odkrywkową, prowadzona w latach 1977–1985, wymagała zamknięcia położonej nad nią ulicy Nádražní (Dworcowa), otwartej ponownie dopiero po zakończeniu robót. Całe przedsięwzięcie pochłonęło 478 mln koron. W 2002 roku nawiedziła stację fala powodziowa, która nie wywołała tu jednak większych szkód.
Dwupoziomowa stacja Smíchovské nádraží ma żelbetową konstrukcję. Jedyny, środkowy peron znajduje się 10 m pod powierzchnią ulicy Dworcowej. Ściany wnętrza zostały obłożone betonem i dekoracjami ceramicznymi. Razem z torami odstawczymi, znajdującymi się po południowej stronie stacji, ogólna długość wynosi 405 m.
Jako część ważnego węzła kolejowego, stacja posiada dogodne powiązania z siecią autobusową i tramwajową (przy ulicy Nádražní), jak i samym dworcem kolejowym.